# 火桐
火桐（学名：Firmiana colorata）为梧桐科梧桐属下的一个种。俗名：彩色梧桐。

## 形态特征
梧桐科常绿乔木，是观赏价值很高的花树。它的树皮似厚皮树，树叶似三角枫，花蕊似炮仗花。每逢开花时节，树叶全面脱落，枝梢挂满红花。

## 生长环境
火桐主要生长于热带雨林中，海拔400米至900米之间，所在地的气候特点是夏秋炎热湿润，冬春凉湿，少雨，土壤为赤红壤或砖红壤。耐荫蔽，一般在常有云雾的山谷阴湿的地方生长良好。

## 地理分布
火桐是中国罕见的稀有植物。据《华南的奇花异木和珍贵植物》、《海南植物志》介绍，火桐产于海南琼海、万宁、陵水等地，广西也有分布，生长于海拔400-500米常绿季雨林中。但书中没有提及三亚有火桐。现在三亚广大地区发现火桐，改写了中国火桐的生长史。
2021年，云南腾冲发现火桐群落4个，主要分布于海拔1000米至1650米范围山间坡地灌木林地带。

## 应用
梧桐科落叶乔木，濒危物种，国家二级保护植物。木材纹理直，材质柔韧易加工，不开裂，是制作家具、建筑、胶合板的上等用材。先花后叶，花色鲜艳靓丽。具有很高的观赏价值，是园林绿化和行道树的佳品。